# Диоксид брома
Диоксид брома (оксид брома(IV)) — неорганическое соединение
брома и кислорода с формулой BrO2,
неустойчивое светло-жёлтое твёрдое вещество, существующее при температурах ниже −40 °С.

## Получение
- Действие озона на бром при низкой температуре:

{\displaystyle {\mathsf {Br_{2}+4O_{3}\ {\xrightarrow {CF_{3}Cl,-78^{o}C}}\ 2BrO_{2}+4O_{2}}}}

## Физические свойства
Диоксид брома образует неустойчивое светло-жёлтое твёрдое вещество, существующее при температурах ниже −40 °С.
Молекула имеет строение BrOBrO3.
Термически неустойчиво при температуре выше −40 °С.

## Химические свойства
- Разлагается при осторожном нагревании в вакууме с образованием оксида брома(I):

{\displaystyle {\mathsf {4BrO_{2}\ {\xrightarrow {}}\ 2Br_{2}O+3O_{2}}}}
- Реагирует с щелочами:

{\displaystyle {\mathsf {6BrO_{2}+6NaOH\ {\xrightarrow {}}\ 5NaBrO_{3}+NaBr+3H_{2}O}}}